# Invertieren (Bildbearbeitung)
In der Bildbearbeitung wird mit Invertieren (von lat. invertere; umdrehen, umkehren) ein Verfahren zur „Umkehr der Farben“ bezeichnet.
Konkret bedeutet dies, dass die „gegenteilige Farbe“ des jeweiligen Farbraumes bestimmt wird. So wird zum Beispiel aus schwarz weiß und umgekehrt. Ein so invertiertes Bild sieht einem Farb- bzw. Schwarzweißnegativ auf analogem Filmmaterial ähnlich, entspricht einem solchen jedoch nicht. Die Invertierung eines invertierten Bildes führt wieder zum Ursprungszustand zurück (Pseudo-Negativ → Positiv → Pseudo-Negativ usw.). Die Invertierung zählt zu den Pixeloperationen und wird auf jeden Bildpunkt ungeachtet seiner Nachbarn einzeln angewandt.

## Invertierung im RGB-Farbraum
Im RGB-Farbraum wird der invertierte Wert dadurch ermittelt, dass der Farbwert an einem Pixel vom Maximalwert abgezogen wird.
Diese geläufige Methode zum Umkehren eines Bildes entspricht jedoch nicht der Natur von Negativfilmmaterial. Ein eingescanntes Farb- oder Schwarzweißnegativ kann mit ihr nicht korrekt in ein Positivbild umgewandelt werden. Das bei der Methode zum Invertieren angewandte Vorgehen, den zu invertierenden Wert vom Maximalwert abzuziehen, würde voraussetzen, dass die Intensitätswerte additiv wären. Tatsächlich sind für fotografisches Material jedoch nicht die Intensitäten, sondern die Dichtewerte additiv. Die Addition und Subtraktion von Dichtewerten entspricht der Multiplikation und Division von Intensitäten.
Daher müsste anstelle der Subtraktion eine Division stehen. Daraus resultiert ein extremes Verhältnis zwischen den Intensitätswerten im Negativ und den Intensitätswerten im Positiv. Um ein Negativ korrekt umzukehren, ist eine höhere Farbtiefe als 8 Bit erforderlich, da sonst nicht ausreichend viele diskrete Werte im Rahmen der Umkehrung errechnet werden können.

## Beispiele

### Rechnerisch
Ein Bildpunkt hat die Farbwerte Rot = 55, Grün = 128 sowie Blau = 233 in einer Farbauflösung von 0–255 (entspricht 8 Bit Farbtiefe).
Die invertierten Werte wären demnach
```
Rot = 255 - 55  = 200
Gruen = 255 - 128 = 127
Blau  = 255 - 233 = 22
```